# Acanthochitona quincunx
Acanthochitona quincunx är en blötdjursart som beskrevs av Eugène Leloup 1981. Acanthochitona quincunx ingår i släktet Acanthochitona och familjen Acanthochitonidae. Inga underarter finns listade i Catalogue of Life.